# Polycyrtus
Genre
Synonymes
- Cryptanuridimorpha Viereck, 1913
- Crytopterygimorpha Viereck, 1913
- Polycyrtimorpha Viereck, 1913

Polycyrtus est un genre d'insectes hyménoptères de la famille des Ichneumonidae, de la sous-famille des Cryptinae, de la tribu des Cryptini et de la sous-tribu des Mesostenina. 

## Espèces
- Polycyrtus accuratus (Cresson, 1874)
- Polycyrtus acerbus (Cresson, 1874)
- Polycyrtus albiniclavus Cushman, 1931
- Polycyrtus albispina Szepligeti, 1916
- Polycyrtus alboannulatus Szepligeti, 1916
- Polycyrtus albocinctus Zuniga, 2004
- Polycyrtus albolineatus Cameron, 1911
- Polycyrtus alei Zuniga, 2004
- Polycyrtus alexisi Zuniga, 2004
- Polycyrtus alterator (Trentepohl, 1829)
- Polycyrtus amoenus (Viereck, 1913)
- Polycyrtus areolaris Cushman, 1931
- Polycyrtus areolatus Cushman, 1931
- Polycyrtus atriceps (Cresson, 1874)
- Polycyrtus avilae Zuniga, 2004
- Polycyrtus barrientosi Zuniga, 2004
- Polycyrtus bicarinatus Cushman, 1931
- Polycyrtus bicolor Zuniga, 2004
- Polycyrtus boliviensis Cushman, 1931
- Polycyrtus brevigenalis Cushman, 1931
- Polycyrtus brunneator (Fabricius, 1798)
- Polycyrtus bulbosus Cushman, 1931
- Polycyrtus burgosi Kasparyan & Ruiz-Cancino, 2003
- Polycyrtus buscki Cushman, 1931
- Polycyrtus calii Zuniga, 2004
- Polycyrtus capitator (Fabricius, 1804)
- Polycyrtus carinispinis Cushman, 1931
- Polycyrtus carmenae Zuniga, 2004
- Polycyrtus caudatus Szepligeti, 1916
- Polycyrtus cedrella (Kasparyan & Ruiz-Cancino, 2003)
- Polycyrtus chalmersi Zuniga, 2004
- Polycyrtus chiriquensis Cameron, 1886
- Polycyrtus circumfluens Cushman, 1931
- Polycyrtus clausus Zuniga, 2004
- Polycyrtus clavator Kasparyan & Ruiz-Cancino, 2003
- Polycyrtus cockerellae Viereck, 1912
- Polycyrtus comma Kasparyan & Ruiz-Cancino, 2003
- Polycyrtus condylobus Zuniga, 2004
- Polycyrtus confusus Cushman, 1931
- Polycyrtus constricticlavus Cushman, 1931
- Polycyrtus convergens Cushman, 1931
- Polycyrtus copiosus (Cresson, 1874)
- Polycyrtus copularis Zuniga, 2004
- Polycyrtus crespoi Kasparyan & Ruiz-Cancino, 2003
- Polycyrtus curtispina Kasparyan & Ruiz-Cancino, 2003
- Polycyrtus curvispina Cameron, 1886
- Polycyrtus curviventris Cameron, 1886
- Polycyrtus dahianae Zuniga, 2004
- Polycyrtus delphini (Kasparyan & Ruiz-Cancino, 2003)
- Polycyrtus dentatorius (Fabricius, 1804)
- Polycyrtus donzoi Zuniga, 2004
- Polycyrtus duplaris Zuniga, 2004
- Polycyrtus duplicatus Cushman, 1931
- Polycyrtus elegans (Provancher, 1888)
- Polycyrtus eliethae Zuniga, 2004
- Polycyrtus elviae Zuniga, 2004
- Polycyrtus emaculatus Szepligeti, 1916
- Polycyrtus emarginatus (Brulle, 1846)
- Polycyrtus eneyae Zuniga, 2004
- Polycyrtus enriquei Zuniga, 2004
- Polycyrtus epimeron (Kasparyan & Ruiz-Cancino, 2003)
- Polycyrtus erythrosternus Cameron, 1886
- Polycyrtus femoratus Spinola, 1840
- Polycyrtus ferox (Cresson, 1873)
- Polycyrtus fonsecai Zuniga, 2004
- Polycyrtus furvus (Cresson, 1874)
- Polycyrtus gauldi Zuniga, 2004
- Polycyrtus giacomellii Schrottky, 1911
- Polycyrtus gibbulus Szepligeti, 1916
- Polycyrtus gynnae Zuniga, 2004
- Polycyrtus hernandezi Zuniga, 2004
- Polycyrtus herrerai Zuniga, 2004
- Polycyrtus hidalgoi Zuniga, 2004
- Polycyrtus hilaris (Kasparyan & Ruiz-Cancino, 2003)
- Polycyrtus histrio Spinola, 1840
- Polycyrtus humerosus Cushman, 1931
- Polycyrtus iconicus Zuniga, 2004
- Polycyrtus impressus Cushman, 1931
- Polycyrtus inca Cushman, 1931
- Polycyrtus inezae Zuniga, 2004
- Polycyrtus infractus Cushman, 1931
- Polycyrtus inquinatus Cushman, 1931
- Polycyrtus isidroi Zuniga, 2004
- Polycyrtus isthmus Cushman, 1931
- Polycyrtus javieri Zuniga, 2004
- Polycyrtus josei Zuniga, 2004
- Polycyrtus juani Zuniga, 2004
- Polycyrtus juanmii Zuniga, 2004
- Polycyrtus junceus (Cresson, 1874)
- Polycyrtus kattyae Zuniga, 2004
- Polycyrtus latigulus Zuniga, 2004
- Polycyrtus leprieurii Spinola, 1840
- Polycyrtus leucopus (Brulle, 1846)
- Polycyrtus leucostomus (Taschenberg, 1876)
- Polycyrtus lidiae Zuniga, 2004
- Polycyrtus lindhae Zuniga, 2004
- Polycyrtus lituratus (Brulle, 1846)
- Polycyrtus lovejoyi Zuniga, 2004
- Polycyrtus lucidator Erichson, 1848
- Polycyrtus luisi Zuniga, 2004
- Polycyrtus macer (Cresson, 1874)
- Polycyrtus maculatus Zuniga, 2004
- Polycyrtus major (Cresson, 1874)
- Polycyrtus mancus (Cresson, 1874)
- Polycyrtus manni Cushman, 1931
- Polycyrtus marcoi Zuniga, 2004
- Polycyrtus martini Zuniga, 2004
- Polycyrtus medialbus Cushman, 1931
- Polycyrtus mediotinctus Cushman, 1931
- Polycyrtus melanocephalus Cameron, 1911
- Polycyrtus melanoleucus (Brulle, 1846)
- Polycyrtus minutus Cushman, 1931
- Polycyrtus nanii Zuniga, 2004
- Polycyrtus neglectus Cushman, 1926
- Polycyrtus nigriceps (Brulle, 1846)
- Polycyrtus nigriclypeatus Cushman, 1931
- Polycyrtus nigroscutellatus (Brulle, 1846)
- Polycyrtus nigrotibialis Szepligeti, 1916
- Polycyrtus nudus Szepligeti, 1916
- Polycyrtus obtusispina Cameron, 1885
- Polycyrtus ornatifrons Cushman, 1931
- Polycyrtus pallidibalteatus Cameron, 1885
- Polycyrtus pallidus (Cresson, 1874)
- Polycyrtus paranensis Cushman, 1931
- Polycyrtus parmenioi Zuniga, 2004
- Polycyrtus parviclavus Cushman, 1931
- Polycyrtus patriciae Zuniga, 2004
- Polycyrtus paululus (Cresson, 1874)
- Polycyrtus perditor (Fabricius, 1804)
- Polycyrtus prominens Cushman, 1931
- Polycyrtus proximannulatus Cushman, 1931
- Polycyrtus quadrisulcatus Spinola, 1840
- Polycyrtus raveni Zuniga, 2004
- Polycyrtus rebecae Zuniga, 2004
- Polycyrtus retusus Zuniga, 2004
- Polycyrtus riojanus Brèthes, 1916
- Polycyrtus rufiventris Spinola, 1840
- Polycyrtus rugulosus Szepligeti, 1916
- Polycyrtus sartor (Fabricius, 1804)
- Polycyrtus semialbus (Cresson, 1865)
- Polycyrtus semirufus Szepligeti, 1916
- Polycyrtus sigillatus Zuniga, 2004
- Polycyrtus similis Szepligeti, 1916
- Polycyrtus solisi Zuniga, 2004
- Polycyrtus soniae Kasparyan & Ruiz-Cancino, 2003
- Polycyrtus spinatorius (Fabricius, 1804)
- Polycyrtus subtenuis (Cresson, 1865)
- Polycyrtus superbus (Provancher, 1888)
- Polycyrtus surinamensis Szepligeti, 1916
- Polycyrtus suturalis (Brulle, 1846)
- Polycyrtus testaceus (Taschenberg, 1876)
- Polycyrtus texanus (Porter, 1977)
- Polycyrtus thoracicus Tzankov & Alayo, 1974
- Polycyrtus tigrinus Zuniga, 2004
- Polycyrtus tinctipennis Cameron, 1886
- Polycyrtus triangularis Cushman, 1931
- Polycyrtus trichromus (Spinola, 1851)
- Polycyrtus tricolor (Brulle, 1846)
- Polycyrtus trilineatus (Brulle, 1846)
- Polycyrtus trochanteratus Szepligeti, 1916
- Polycyrtus tuberculatus (Brulle, 1846)
- Polycyrtus tubulifer (Viereck, 1913)
- Polycyrtus univittatus (Cresson, 1874)
- Polycyrtus vierecki Townes, 1966
- Polycyrtus wilsoni Zuniga, 2004
- Polycyrtus xanthocarpus Szepligeti, 1916
- Polycyrtus xanthopus (Brulle, 1846)
- Polycyrtus xantothorax (Brulle, 1846)
- Polycyrtus yucatan Kasparyan & Ruiz-Cancino, 2003